# I Wonder Who's Kissing Her Now (Canção)

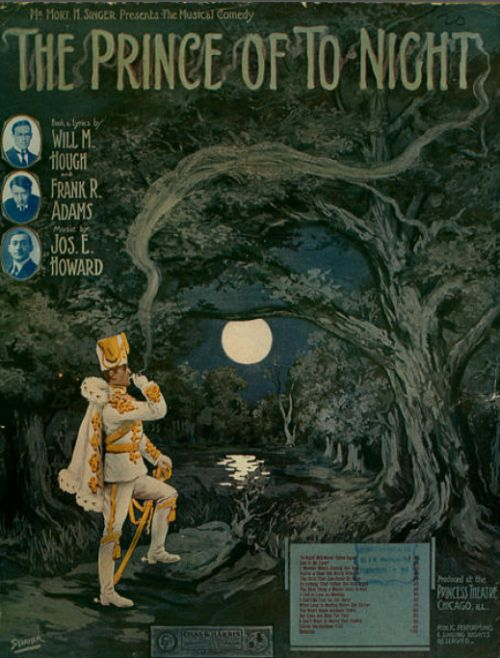
capa de partitura, 1909

"I Wonder Who's Kissing Her Now" é uma canção pop escrita por Joe E. Howard, Harald Orlob, Will M. Hough e Frank R. Adams, publicada em 1909.
A equipe de compositores Howard, Orlob, Hough e Adams escreveu a música para o musical The Prince of Tonight.
Os músicos que fizeram um cover da música com sucesso a partir de 1909 incluíram Billy Murray (#4, Victor 16476), Manuel Romain (#6, Edison Standard Record 10287) e  Perry Como & Ted Weems estiveram nas paradas dos EUA novamente em 1947 com a música, assim como Ray Noble and His Orchestra e The Dinning Sisters  no mesmo ano. Em 1962, Emile Ford and the Checkmates alcançou a posição 43 nas paradas britânicas, Bobby Darin em 1964 a posição 93 na Billboard Hot 100. Também Ray Charles (Swing Time, 1950), Danny Kaye , Harry Nilsson e Dean Martin fizeram um cover da música. O discógrafo Tom Lord lista um total de 73 (em 2015) versões cover na área de jazz, incluindo: por Dick Robertson, Van Alexander, Frank Froeba, Billy Butterfield, Art Van Damme, Randy Brooks, Charlie Ventura, Eddie Brunner, Fred Clement, George Girard, Lyle Smith, Moe Wechsler, Max Morath, Joe Williams, George Lewis, Max Collie, Sammy Rimington e Arne Bue Jensen.